# Vicente Huidobro
Vicente Huidobro   (Santiago, 10 de gener de 1893 - Cartagena, 2 de gener de 1948) fou un poeta xilè, fundador i exponent del creacionisme.

## Biografia

### Primers anys
Vicente García-Huidobro Fernández va néixer el 1893 a Santiago de Xile dins d'una família rica i amb inquietuds culturals, en la qual la mare era una activa feminista. Després de passar els seus primers anys a Europa, va entrar a una escola jesuïta a Santiago.
Va cursar estudis de literatura a la Universitat de Xile i va publicar Ecos del alma a Santiago (1911), de tendència modernista. A l'any següent, es va casar, i va dirigir la revista Musa Joven, on va aparèixer part del seu llibre posterior, Canciones en la Noche, i el seu primer cal·ligrama, Triángulo armónico.
El 1913 va dirigir amb Pablo de Rokha (pseudònim de Carlos Díaz Loyola) els tres números de la revista Azul, i publicà els llibres de poemes La Gruta del Silencio i Canciones en La Noche.
El 1914 dictà la conferència Non Serviam, que reflecteix el seu credo estètic. A Pasando y Pasando exposa els seus dubtes religiosos, i les seves crítiques contra els jesuïtes, cosa que el va dur a patir retrets de la seva família. Aquell any publicà també Las Pagodas Ocultas (1916), llibre de "salms, poemes en prosa i assaigs", que firma per primer cop amb el nom de Vicente Huidobro.

### Estades a l'Argentina, França i Espanya
El 1916 viatjà a Buenos Aires i pronuncià una conferència sobre poesia a l'Ateneu, on esbossà la seva teoria creacionista. Aquell mateix any, embarcà amb destí a Europa, amb la seva dona i fills; a Madrid, hi va conèixer Rafael Cansinos Assens, amb qui havia mantingut una relació epistolar des de 1914. S'instal·là París durant Primera Guerra i publicà Adán (1916), obra que tanca el període inicial de la seva formació. A l'Argentina va editar El espejo de agua (1916), obra breu constituïda per nou poemes amb què Huidobro, tot i que encara incipientment, inicia la seva nova forma estètica.
El 1917 col·laborà a la revista Nord-Sud dirigida per Pierre Reverdy juntament amb Guillaume Apollinaire, Tristan Tzara, Jean Cocteau, André Breton, Louis Aragon, Max Jacob i altres, fins que una disputa amb el seu director l'allunyà d'aquest mitjà.
Es relacionà amb les avantguardes parisenques de l'època: Pablo Picasso, Juan Gris, Jacques Lipchitz, Francis Picabia, Joan Miró, Max Ernst, Paul Éluard i Blaise Cendrars, a més dels anteriorment anomenats.
Publicà Horizon Carré (1917) que inclou poemes que havien aparegut a El espejo de agua, traduïts al francès amb l'ajuda de Juan Gris, i presentats amb una composició tipogràfica més avançada.
A la tardor de 1918 Huidobro viatjà a Madrid, iniciant una sèrie de viatges anuals a aquesta ciutat. Hi prengué contacte amb Sonia i Robert Delaunay, refugiats a Espanya, i reprengué la seva amistat amb Rafael Cansinos Assens.
Al cafè Pombo es relacionà amb Guillermo de Torre, Isaac del Vando-Villar, Mauricio Bacarisse i Ramón, entre d'altres, i divulgà les avantguardes parisenques i el seu mateix moviment creacionista, que engendrarà a més el moviment ultraic o ultraisme.
Es cartejà amb Tristan Tzara i col·labora a la seva revista "Dada".
A Madrid publicà simultàniament quatre llibres el 1918, Hallali i Tour Eiffel en francès; Poemas Árticos i Ecuatorial en espanyol, i reeditaria El Espejo de Agua.
El 1919, en un altre dels seus viatges a Madrid, portava, segons Rafael Cansinos Assens, l'esborrany d'un «Voyage en parachute», primer esbós del que seria posteriorment Altazor. Fa cursos diversos sobre ciències en diverses universitats, i s'interessa a més per coneixements esotèrics: astrologia, alquímia, càbala antiga i ocultisme en general.
El 1920 continuà escrivint a París i col·laborà amb Amedée Ozenfant i Le Corbusier a L'Esprit Nóuveau, revista dirigida per Paul Dermée, a més a La Bataille Littéraire, La Vie des Lettres, Le Coeur à Barbe i Actino; a més a més, escrigué també per a les revistes ultraistes espanyoles: Grecia, la Revista Cervantes, Tableros i Ultra. A El Liberal de Madrid, Enrique Gómez-Carrillo publicà una entrevista a Pierre Reverdy, qui s'atribuïa la paternitat del creacionisme i acusava Huidobro d'haver antedatat l'edició de El espejo de agua. La revista Grecia se solidaritzà amb Huidobro i aquest viatja a Madrid, entre agost i setembre, per refutar Enrique Gómez-Carrillo.
A l'època d'aquesta segona estada a París, es relacionà també el poeta avantguardista peruà, César Vallejo.

### Tornada a Xile
El 1932 tornà a Xile pressionat per la crisi econòmica mundial, i publicà Gilles de Raíz.
El 1933 visqué una intensa activitat política en pro del Partit Comunista xilè. A la revista Europa de Barcelona publicà l'article «Manifest a la joventut d'Hispanoamèrica» on proposava la creació d'una república formada per Bolívia, Xile, Paraguai i Uruguai.
El 1934 escrigué una crítica cinematogràfica a la premsa santiaguina. Nasqué el seu cinquè fill, Vladimir, nom donat en honor de Lenin. Publicà, en un any d'intensa activitat editorial: Cagliostro, (Santiago, Zig-Zag), novel·la-film; La Próxima. Historia que pasó en un tiempo más (Santiago, Walton); Papá o el diario de Alicia Mir (Santiago, Walton), novel·la escrita en forma de diari íntim; i En la Luna (Santiago, Ercilla), teatre. Fundà amb Omar Cáceres i Eduardo Anguita la revista Vital/Ombligo.
El1935 esclata la polèmica entre Huidobro i Pablo Neruda en aparèixer el primer en forma més destacada a l'Antologia de Poesia Xilena Nova d'Eduardo Anguita i Volodia Teitelboim.
Publicà Tres Novelas Ejemplares (1935). Arran de la seva brevetat, hagué d'agregar dos textos més dels escrits amb Hans Arp, per suggeriment del seu editor.
El1936, juntament amb Pablo Picasso, Hans Arp, Vassili Kandinski, Robert i Sonia Delaunay, entre d'altres, firmà el «Manifiesto Dimensionista». Escrigué articles polítics antifeixistes per al diari La Opinión, s'adherí al "Frente Popular Chileno", i escrigué sobre la política contingent.
Fundà la revista Total i organitzà als escriptors xilens en solidaritat amb el poble espanyol a la guerra civil. Publicà el seu poema «Está sangrando España». Viatja a Espanya, on participa activament a la guerra.
El 1937 s'accentuà la polèmica amb Neruda en trobar-se ambdós a Espanya donant suport a la causa republicana. L'Association Internationale des Écrivains pour la Défense de la Culture (A.I.D.C.) hi intervingué des de París, al maig, enviant-los una carta a tots dos, on els instava a canviar la seva actitud. La firmaven, entre d'altres, Tristan Tzara, Alejo Carpentier, César Vallejo i Juan Larrea. Feu estada a València, on participà en el Congrés d'Intel·lectuals Antifeixistes. De tornada a Xile, publicà el poema en prosa «Fuera de aquí» contra els militars feixistes italians que visitaven el país, per la qual cosa acabà sent víctima d'una agressió. Publicà el poema «Gloria y Sangre» en Madre España: Homenatge dels poetes xilens, Santiago.
El 1938 nasqué Mandrágora, moviment surrealista xilè que es gestà en reunions a casa d'Huidobro. Morí María Luisa Fernández, la seva mare. Publicà el juliol, el segon i últim número de Total.
El 1939 publicà Sátiro o el Poder de las Palabras. El 1940 publicà a El Mercurio i La Nación les seves tres «Cartas al Tío Sam». A l'any següent, publicà Ver y Palpar i El Ciudadano del Olvido (1940), amb recopilacions de poemes inèdits i publicats a revistes nacionals i estrangeres.